# Al Doilea Război Germano-Danez
Al Doilea Război Germano-Danez (în germană Deutsch-Dänischer Krieg, în daneză Slesvigske Krig), cunoscut și ca Al Doilea Război al Schleswigului, Războiul Danez din 1864 și Războiul Ducatelor a fost un conflict militar care a suprapus pe de-o parte Regatul Danemarcei, iar pe de alta coaliția Prusaco-Austriacă. Mărul discordiei l-au constituit ducatele Schleswig și Holstein în care locuia o importantă populație germanofonă (mai ales Holstein). Este considerat drept primul război de Unificare a Germaniei în jurul Prusiei.

## Cauze
Către mijlocul secolului al XIX-lea, între Danemarca și Prusia a apărut o concurență pentru ducatele Schleswig și Holstein, care se aflau într-o uniune personală cu coroana Daneză. În 1848, a izbucnit primul război care a durat până în 1851. După încheierea acestuia, statutul ducatelor a fost confirmat prin Protocolul de la Londra din 1850 și 1852. Însă în noiembrie 1863 Danemarca adoptă o nouă Constituție, prin care Schleswigul este recunoscut drept parte inalienabilă a Regatul Danez. Austria și Prusia, cu sprijinul unui număr de state din Confederația Germană au considerat acest pas drept o încălcare a acordurilor anterioare. Ei au cerut ca constituția să fie anulată, ocupând totodată Holsteinul și principatul Saxa-Lauenburg la care pretindea și Danemarca. Iar pe data de 16 ianuarie, Austria și Prusia au declarat Danemarcei un ultimatum cerând restabililirea statatului anterior al Schleswigului. La sfârșitul lunii ianuarie, Danemarca a respins ultimatumul.

## Desfășurare
Pe data de 1 februarie armata aliată prusaco-austriecă numărând 61.000 de soldați, cu sprijinul a 158 de tunuri (ulterior, aliații au mai primit sprijin), sub comanda feldmareșalului prusac Friedrich von Wrangel a intrat pe teritoriul Schleswigului. Mai târziu în martie 1864 armata daneză (38.000 de soldați și 277 tunuri), sub comanda general-locotenentului Christian Julius de Meza a ocupat o poziție fortificată în apropierea orașului Dybbøl. O altă grupare a armatei daneze s-a retras la nord în Iutlanda, cantonându-se în cetatea Fredericia. În aceeași lună, trupele prusaco-austriece au asediat cetatea, iar la 18 aprilie i-au învins pe danezi la Dybbøl. Pe 29 aprilie trupele daneze au fost nevoite să evacueze și să părăsească Fredericia pe insulele Funen și Alsen.
În prima perioadă a războiului marea a fost dominată de o flotă daneză mai puternică care a blocat coasta Germaniei. Bătăliile navale ale danezilor contra escadrilei prusace la Jasmund (17 martie) și a celei austriece la Helgoland (9 mai) nu au dat rezultatul scontat, ambele părți anunțând despre victoria sa.
Pe 25 aprilie 1864 la Londra, au început negocierile de pace între reprezentanții părților beligerante, cu participarea Marii Britaniii, Franței și Rusiei. Armistițiul a fost semnat pe 26 iunie. Însă pe 29 iunie trupe prusaco-austriace au reluat ofensiva și până la mijlocul lunii iulie au ocupat întreaga Iutlandă.
Abia către sfârșitul lunii octombrie 1864 conflictul a fost soluționat în întregime, și pe 30 octombrie la Viena a fost semnat Tratatul de pace.
In urma acestui razboi , Danemarca a pierdut ducatele Schleswig – Holstein – Lanenburg in favoarea Prusiei.

## Curiozitate
Carol I al României a participat ca voluntar în armata Prusiei, în timpul războiului, mai ales la asaltul citadelelor Fredericia și Dybbøl.